# Indische koël
De Indische koël (Eudynamys scolopaceus) is een vogel uit de familie van de koekoeken (Cuculidae). De wetenschappelijke naam van de soort werd in 1758 als Cuculus scolopaceus gepubliceerd door Carl Linnaeus.

## Verspreiding en leefgebied
Deze soort komt wijdverspreid voor in zuidelijk Azië.

## Ondersoorten
Er worden vijf ondersoorten onderscheiden:
- E. s. scolopaceus: Nepal, Pakistan, India, Sri Lanka, de Laccadiven en Malediven.
- E. s. chinensis: zuidelijk China en Indochina.
- E. s. harterti: Hainan (nabij zuidoostelijk China).
- E. s. malayanus: van noordoostelijk India en Bangladesh tot Sumatra, Borneo en de westelijke Kleine Soenda-eilanden.
- E. s. mindanensis: van Palawan en de Filipijnen tot de noordelijke Molukken.